# Hệ thống điều khiển phản lực

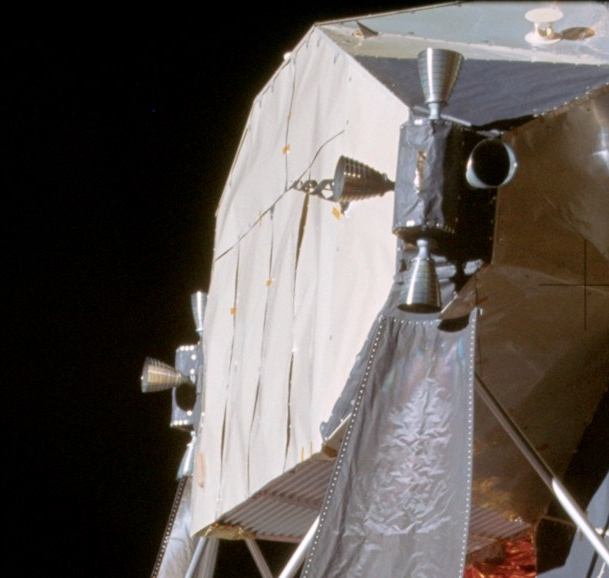
Hai trong bốn hệ thống điều khiển lực đẩy của Mô-đun Mặt Trăng Apollo

Hệ thống điều khiển phản lực (tiếng Anh: Reaction Control System, viết tắt là RCS) là một hệ thống dùng thiết bị tạo lực đẩy để điều khiển tư thế và dịch chuyển nhỏ của tàu vũ trụ, vệ tinh, v.v.
Hệ thống điều khiển phản lực đôi khi còn được gọi là "Hệ thống điều khiển bởi phản lực", "Hệ thống lái bởi dòng khí phụt" hoặc "Hệ thống động cơ phản lực để điều khiển tư thế vệ tinh".

## Chức năng

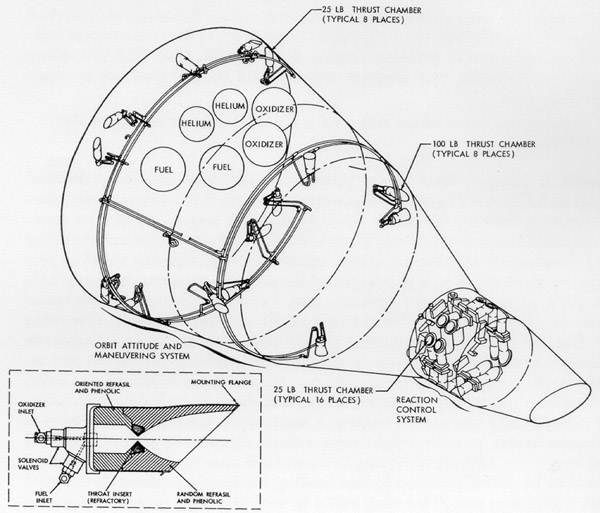
Hệ thống Gemini OAMS và điều khiển vào khí quyển

Một hệ thống điều khiển phản lực thường kết hợp các thiết bị tạo lực đẩy cỡ lớn hoặc cỡ nhỏ, tùy theo mức độ yêu cầu. Các chức năng của hệ thống này bao gồm:
- Điều khiển tư thế khi xâm nhập vào khí quyển
- Giữ vị trí trên quỹ đạo
- Điều khiển chuyển động lại gần khi kết nối các tàu vũ trụ
- Điều khiển định hướng ("chỉ mũi" (pointing the nose)) của tàu vũ trụ
- Như là phương pháp lưu trữ khi rời quỹ đạo (deorbiting)
- Như là các động cơ bù (ullage motors) đối với hệ thống nhiên liệu chính cho động cơ chính hoạt động.